# شواندورف
شهر شواندورف (به آلمانی: Schwandorf) در ایالت بایرن در کشور آلمان واقع شده‌است.